# 神はサイコロを振らない (小説)
『神はサイコロを振らない』（かみはサイコロをふらない）は、大石英司の2004年発表の小説、ならびにそれを原作とするテレビドラマである。略称は「神サイ」。
タイトルはアルベルト・アインシュタインの言葉に由来しており、1926年12月にアインシュタインからマックス・ボルンに送られた手紙の中で、量子力学の解釈に否定的に言及した際に使った言葉（ドイツ語版）である。

## あらすじ
1994年に行方不明になった宮崎発羽田行きの報和航空の旅客機が、10年後の2004年に羽田に着陸した。10年前と変わらぬ姿で現れた旅客機の乗員乗客と、失われた10年で大きな変化を体験した遺族が、10日という期限付きで再会する。

## 登場人物

### 報和航空402便乗客及び乗員
甲斐航星
402便帰還に関する論文をトンデモ扱いされ失職した加藤の研究室に所属する物理学者。生還後加藤と共に402便が巻き込まれた現象の解明と、待ち受ける運命からの回避方法の発見を試みる。
興梠堅
父親の汚職事件に関わり自殺した後輩の親の仇を討つべく父の殺害を企て、上京しようとして事故に遭う。彼の死を理由とした検察の捜査打ち切り後に、典型的な地方出身の政治屋から次期首相候補と呼ばれる様になった父親の変貌に驚く。
日向啓太
二十一歳の自動車整備工。霧島藍と駆け落ちするために402便に搭乗し事故に遭う。
黒木亮
五歳児。一人で402便に搭乗。
高千穂肇
高校生。天才テニスプレーヤーと騒がれた。合宿のため、上京中に事故に遭う。
阿川沙耶
そこそこ売れていたアイドル。所属事務所に言われるまま地域限定飲料水のCM撮影を名目に鹿児島に行き、地元の暴力団関係者の結婚式に出席し事故に遭遇、公安による軟禁から解放後に、ある目的で関係のあったテレビ局プロデューサーの自宅へと向かう。
祝迫守男
航空自衛隊のイーグルパイロット、物理的な理由で妻と娘との再会が遅れる。
神降竜三・栄子
元エンジニア夫妻。残された側の子供達は阪神・淡路大震災と地下鉄サリン事件で離散していた。
後藤留璃子
チェリスト、甲斐航星の父親や阿川に阿川沙耶より芸能人らしいと言われる。死後母親の金儲けの道具にされる。
田中次郎
身元不明者、彼の存在が公安部出動の原因となる。
小里英俊
次の選挙に出馬する為の根回しで、鹿児島に向かい帰京時に事故にあった。米粒程も無い10年後の世界での生存を前提とした出馬工作に奔走。
井坂夫婦
弱電メーカの技術者。事故の半年前に念願のマイホームを手に入れるが、帰省からの帰りの便で事故に遭う。
早川真澄
402便の機長
木内龍郎
402便の副機長
葛城恵美
402便のチーフ・アテンダント。会社の中道機長と不倫していた。
竹中令香
402便のフライト・アテンダント。

### 報和航空402便遺族及び関係者
甲斐陽介
航星の父親、402便遺族会会長。元新聞記者。402便生還後は黛と共に乗客と家族の再会のために尽力する。
黛司郎
航空会社勤務。報和航空の運航管理室にいた縁で、402便の遺族のケアを担当。402便にチーフ・アテンダントとして乗務していた葛城恵美をずっと想い続けていた。
黒木誉
黒木亮の父。事故の後、妻と離婚。会社をリストラされた後ホームレスとして川崎市にいた。

### 警視庁
佐竹徹
警視庁捜査1課特殊捜査班（SIT）の警部、『10年前に発生した強盗事件』の犯人が報知航空402便に乗っている可能性があると判断し、自己判断で捜査を再開する。
小林晋
捜査一課特殊捜査班の巡査部長、佐竹が『10年前に発生した強盗事件』の犯人が宮崎出身者であると断定して、宮崎の土地勘のある人物として特殊捜査班に引き込んだ。
寄近恵
捜査4課所属のノンキャリア急行組警部補、学生時代の論文にタイムトラベルに関する物があったためコミケ目的の休暇中に呼び出され、佐竹と402便乗客に引きずり回される。
上杉静夫
公安部付きの警部、田中次郎の確保を目的に佐竹より先に羽田空港に機動隊付きで現れ、乗客を足止めする。ある指示が原因で、興梠惣一郎に殴打された上に前歯数本を折られ、挙句に小笠原諸島を管轄とする警察署へ即時転勤する。

## テレビドラマ
2006年1月18日から3月15日まで毎週水曜日22:00 - 22:54に、日本テレビ系の「水曜ドラマ」枠で放送された。全9話。初回のみ15分拡大。当初はサブタイトルを付けて『神はサイコロを振らない 〜君を忘れない〜』というタイトルで宣伝が行われていた。主演は小林聡美。
ドラマ版では行方不明となる航空機が壱岐発長崎行きの東洋航空（架空の航空会社）402便、DHC-8となっている。また、放映時期に合わせて時代設定を2006年としたことで、行方不明となる年も10年前の1996年となっている。

### キャスト
- 黛 ヤス子（まゆずみ やすこ） - 小林聡美：東洋航空グランドホステス、38歳。
- 竹林 亜紀（たけばやし あき） - ともさかりえ：東洋航空402便客室乗務員、ヤス子とは同期で親友、28歳。
- 木内 哲也（きうち てつや） - 山本太郎：東洋航空402便副操縦士、30歳。ヤス子の恋人。
- 黛 菊介（まゆずみ きくすけ） - 武田真治：ヤス子の弟、ニート、31歳。
- 後藤 瑠璃子（ごとう るりこ） - 成海璃子：402便乗客、天才ピアニスト、15歳。
- 後藤 杏子（ごとう きょうこ） - 高橋恵子：瑠璃子の母、49歳。
- 浜砂 柚子（はますな ゆずこ） - 市川実和子：藤吉の妻、桃子の母、30歳。
- 浜砂 藤吉（はますな ふじよし） - 片桐仁：八百屋経営、柚子の夫、32歳。
- 浜砂 桃子（はますな ももこ） - 佐々木麻緒：藤吉と柚子の娘、6歳。
- 加藤 久彦（かとう ひさひこ） - 大杉漣：物理学者、52歳。愛車は白のシティカブリオレ。
- 大屋本部長（おおやほんぶちょう） - 岸部一徳：東洋航空運行管理本部長、58歳。
- 坂倉 将（さかくら まさる） - 升毅：ヤス子の上司、東洋航空運行管理本部勤務、45歳。
- 甲斐 陽介（かい ようすけ） - 尾美としのり：航星の兄、402便遺族会会長、弁護士、40歳。
- 甲斐 航星（かい こうせい） - 中村友也：402便乗客、筑波大学4年、陽介の弟、22歳。
- 霧島 藍（きりしま あい） - 矢沢心：402便乗客、啓太の恋人、23歳。
- 日向 啓太（ひゅうが けいた） - 丸山智己：402便乗客、藍の恋人、25歳。
- 中武 昇子（なかたけ しょうこ） - 明星真由美：402便乗客、お笑い芸人志望、25歳。
- 早川 真澄（はやかわ ますみ） - 石橋祐：402便機長。
- 神蔵 竜蔵（かみくら りゅうぞう） - ベンガル：402便乗客、定年間近の東京の小学校教員、英子の夫、59歳。
- 神蔵 英子（かみくら ひでこ） - 大川栄子：402便乗客、竜蔵の妻、55歳。
- 神蔵 弘美（かみくら ひろみ） - 遠山景織子：竜蔵と英子の娘。
- 黒木 亮（くろき りょう） - 小清水一揮：402便乗客、小学5年生、10歳。
- 黒木 誉（くろき　ほまれ） - 鶴見辰吾：亮の父。
- 黒木 弥生（くろき やよい） - 杏子：亮の母。
- 綾瀬 翔一（あやせ しょういち） - 城田優／藤田ライアン（子役時代）：（第7話）竜蔵の元教え子、大学生、陸上部。22歳。
- 高木 雅史（たかぎ まさふみ） - 長谷川朝晴：（第7話）亜紀が好感を抱く礼儀正しいサラリーマン。

### スタッフ
- 原作：大石英司 『神はサイコロを振らない』 ISBN 4-12-003594-8（中央公論新社）
- 脚本：水橋文美江
- プロデューサー：櫨山裕子、内山雅博
- 演出：佐藤東弥、南雲聖一
- 音楽：仲西匡、吉川慶
- 主題歌：Ryohei feat.VERBAL（m-flo）「onelove」（rhythm zone）
- 音楽プロデューサー：志田博英
- 制作協力：オフィスクレッシェンド
- 製作著作：日本テレビ

### 放送日程
| 各話                                                      | 放送日        | サブタイトル                                            | 視聴率 | 演出     |
| --------------------------------------------------------- | ------------- | ------------------------------------------------------- | ------ | -------- |
| 第1話                                                     | 2006年1月18日 | 10年ぶりに帰還した恋人や親友…38才・女捨ててんじゃねぇよ | 14.1%  | 佐藤東弥 |
| 第2話                                                     | 2006年1月25日 | 10年前愛した人を今も変わらず愛していますか?             | 10.6%  | 佐藤東弥 |
| 第3話                                                     | 2006年2月01日 | 10年前大切だった友達は今もそばにいますか?               | 9.5%   | 南雲聖一 |
| 第4話                                                     | 2006年2月08日 | 10年前の夢を今も覚えてますか?                           | 8.9%   | 南雲聖一 |
| 第5話                                                     | 2006年2月15日 | 十年前の情熱を、今も持ち続けていますか?                 | 9.6%   | 佐藤東弥 |
| 第6話                                                     | 2006年2月22日 | 10年前の恋人は今、友達ですか?                           | 9.7%   | 南雲聖一 |
| 第7話                                                     | 2006年3月01日 | 余命半年教え子に再会…神様からの贈り物                   | 7.2%   | 佐藤東弥 |
| 第8話                                                     | 2006年3月08日 | 残された3日間…皆を俺が助ける                            | 8.1%   | 南雲聖一 |
| 最終話                                                    | 2006年3月15日 | 最後の一日運命は変えられる!                             | 9.1%   | 佐藤東弥 |
| 平均視聴率 9.6%（視聴率は関東地区・ビデオリサーチ社調べ） |               |                                                         |        |          |

### 撮影協力
- オリエンタルエアブリッジ
- 長崎空港
- ハウステンボス